# Alano di Penthièvre
Alano, di Bretagna o di Penthièvre (detto il Nero; in francese Alain le Noir; 1100 circa – Bretagna, 15 settembre 1146), è stato un nobile francese bretone, che fu il primo conte di Richmond dal 1136 fino alla sua morte.

## Origine
Alano, secondo la Genealogia Comitum Richemundiæ post conquestum Angliæ, era figlio del terzo conte di Penthièvre e terzo signore (lord) di Richmond, Stefano I senza citare la moglie di Stefano I: Havoise di Guingamp, di cui non conosciamo gli ascendenti. Havoise di Guingamp era la madre di Alano, come risulta sia dal documento n° 7 del The Honour of Richmond in cui la madre, Havoise (Haduissis comitisse) ed il figlio, controfirma una donazione del marito Stefano I che non può essere controfirmata da Alano, citato come figlio (Alanus vero qui in Anglia erat), che si trovava in Inghilterra, che dal documento n° 10 del The Honour of Richmond il conte Stefano, cita la moglie, Havoise ed i tre figli, tra cui Alano.
Stefano I di Penthièvre, secondo la Genealogia Comitum Richemundiæ post conquestum Angliæ, era figlio del primo conte di Penthièvre, che era stato inoltre duca reggente di Bretagna, dal 1040 al 1047, Oddone I senza citare la moglie di Oddone: Orguen o Agnese di Cornovaglia (Francia), figlia del conte di Cornovaglia, Alano "Caignard" e della moglie, Giuditta di Nantes, figlia del conte di Nantes, Judicael di Nantes, a sua volta figlio del conte di Vannes e di Nantes e duca di Bretagna Hoel I. Stefano potrebbe essere un figlio illegittimo di Oddone I, infatti documento n° DCLXXVII del Cartulaire de l´abbaye de Saint-Aubin d'Angers, tome II, redatto tra il 1056 ed il 1060 non cita Alano il Nero tra i figli di Oddone I e Orguen o Agnese di Cornovaglia (Francia), ma molto più probabilmente Stefano non venne citato perché nato in data successiva alla stesura del suddetto documento.

## Biografia
Suo padre, Stefano nel 1092 circa, era succeduto al fratello primogenito, Goffredo Boterel I, nel titolo di conte di Penthièvre, mentre, secondo la Genealogia Comitum Richemundiæ post conquestum Angliæ, era divenuto signore (lord) di Richmond, dopo la morte dell'altro fratello, Alano il Nero.
Alano, ancora secondo la Genealogia Comitum Richemundiæ post conquestum Angliæ, aveva ricevuto dal padre l'incarico di occuparsi dei territori inglesi conosciuti come l'Onore di Richmond e come si può notare anche dal documento n° 7 del The Honour of Richmond che è inerente ad una donazione, del 1123, fatta all'abbazia di Santa Melania di Rennes dal conte Stefano, suo padre e fu controfirmata, oltre che da Stefano (Stephani comitis), dalla moglie, Havoise (Haduissis comitisse) e dai due figli, Goffredo Boterel II (Gaufridi comitis) ed Enrico (Henrici), ma non da Alano perché si trovava in Inghilterra (Alanus vero qui in Anglia erat).
Alano viene ancora citato nel documento n° 10 del The Honour of Richmond che fa riferimento ad una donazione, del 1135, al priorato di Rumburgh del conte Stefano, suo padre, per la propria salute e quella della moglie, Havoisei e dei tre figli, Goffredo, Alano ed Enrico.
Alla morte di suo padre, Stefano, avvenuta nel 1136, suo fratello, Goffredo, che era il primogenito, gli succedette come conte di Penthièvre, Alano, che era il secondogenito, gli succedette come signore (lord) di Richmond, ed infine il terzogenito, Enrico, gli succedette come conte di Tréguier e di Guingamp.
Questa spartizione non accontentò Goffredo che ebbe a questionare coi fratelli, soprattutto con Alano Ii detto il Nero.
Sempre secondo le Genealogia Comitum Richemundiæ post conquestum Angliæ il re d'Inghilterra, Stefano di Blois aveva riconosciuto ad Alano il titolo di conte.
Secondo il Domesday Descendants durante la guerra per il trono d'Inghilterra, mentre Alano si era schierato a favore del re d'Inghilterra, Stefano di Blois, suo fratello, Goffredo, come confermano le Gesta Stephani, Regis Anglorum et Ducis Normannorum, si distinse come partigiano (Boterellus quidam comes Britanniæ) dell'imperatrice Matilde.
Comunque in tutte le donazioni fatte da Alano, tra il 1136 ed il 1146, Alano si definisce conte in Bretagna ed in Inghilterra (Alanus comes Brittanniae et Angliae) come si può vedere nei documenti compresi dal n° 17 al n° 27 del The Honour of Richmond.
Mentre le Genealogia Comitum Richemundiæ post conquestum Angliæ riportano la morte di Alano, nel 1166, tutte le altre fonti riferiscono che Alano morì, nel 1146: infatti il Ex Chronico Britannico, ricorda Alano (Alanus Comes in Anglia atque in Britannia) come un buon fedele (Ecclesiae vigilantissimus amator) e lo definisce padre della patria (fuit pater patriae); il Ex Chronico Kemperlegiensis, ricorda Alano, conte di Richmond, genero del duca (di Bretagna), Conan III (Alanus Niger, comes Richmundiae, Conani Ducis gener); infine il Ex Chronico Ruyensis Cœnobii, riporta la morte di Alano ricordandolo come conte di Richmond (Alanus Niger Comes Richmundiae, moritur). Secondo le Genealogia Comitum Richemundiæ post conquestum Angliæ Alano fu tumulato monastero di Bégard, in Bretagna.
Alla sua morte, nel titolo di conte di Richmond gli succedette il figlio, Conan I, ancora minorenne e per un certo periodo di tempo la contea di Richmond, rientrò nel possesso del re d'Inghilterra, Stefano di Blois.
La moglie, Berta, rientrata in Bretagna, si sposò, in seconde nozze, con il conte di Porhoët, Oddone II.

## Matrimonio e discendenza
Alano, secondo le Genealogia Comitum Richemundiæ post conquestum Angliæ, aveva sposato, verso il 1137, Berta, la figlia del duca di Bretagna, conte di Rennes e conte di Nantes, Conan III e della moglie (come conferma il monaco e cronista inglese, Orderico Vitale), Matilde FitzRoy( † dopo il 1128), figlia illegittima del re d'Inghilterra e duca di Normandia, Enrico I Beauclerc, e di un'amante di cui non si conoscono né il nome né gli ascendenti. Berta ad Alano diede tre figli:
- Conan[17] (1138 - 1169 circa), conte di Richmond e duca di Bretagna,
- Costanza (secondo la Ex Chronico Gaufredi Vosiensis, sorella di Conan[18] ( (1140 circa - 1184), sposò Alano III, Visconte di Rohan[18],
- Enoguen (come conferma) Le grand dictionnaire historique (Paris), Tome I[15] ( † 1187), suora e poi badessa a San Sulpicio di Rennes[15].

Inoltre Alano ebbe anche un figlio illegittimo da un'amante di cui non si conoscono né il nome né gli ascendenti:
- Roberto ( † dopo il 1155), come risulta da un documento del 1155, in cui viene citato come testimonio del fratellastro, Conan[15].

## Ascendenza
|                                |                                          |                                    | Genitori                 |  |  | Nonni |  |  | Bisnonni                     |  |  | Trisnonni           |  |
|                                |                                          |                                    |                          |  |  |       |  |  | Goffredo I, duca di Bretagna |  |  | Conan I di Bretagna |  |
|                                |                                          |                                    |                          |  |  |       |  |  | Goffredo I, duca di Bretagna |  |  | Conan I di Bretagna |  |
|                                |                                          | Ermengarda d'Angiò                 |                          |  |  |       |  |  | Goffredo I, duca di Bretagna |  |  |                     |  |
| Oddone I di Penthièvre         |                                          |                                    |                          |  |  |       |  |  | Goffredo I, duca di Bretagna |  |  |                     |  |
|                                |                                          | Havoise di Normandia               | Riccardo I di Normandia  |  |  |       |  |  |                              |  |  |                     |  |
|                                |                                          | Havoise di Normandia               | Riccardo I di Normandia  |  |  |       |  |  |                              |  |  |                     |  |
|                                |                                          | Havoise di Normandia               | Gunnora di Normandia     |  |  |       |  |  |                              |  |  |                     |  |
| Stefano I, conte di Penthièvre |                                          | Havoise di Normandia               |                          |  |  |       |  |  |                              |  |  |                     |  |
|                                |                                          | Alano, conte di Cornovaglia        | Benedetto di Cornovaglia |  |  |       |  |  |                              |  |  |                     |  |
|                                |                                          | Alano, conte di Cornovaglia        | Benedetto di Cornovaglia |  |  |       |  |  |                              |  |  |                     |  |
|                                |                                          | Alano, conte di Cornovaglia        | Guinodeon                |  |  |       |  |  |                              |  |  |                     |  |
| Agnese di Cornovaglia          |                                          | Alano, conte di Cornovaglia        |                          |  |  |       |  |  |                              |  |  |                     |  |
|                                |                                          | Giuditta, contessa di Nantes       | Judicael di Nantes       |  |  |       |  |  |                              |  |  |                     |  |
|                                |                                          | Giuditta, contessa di Nantes       | Judicael di Nantes       |  |  |       |  |  |                              |  |  |                     |  |
|                                |                                          | Giuditta, contessa di Nantes       | …                        |  |  |       |  |  |                              |  |  |                     |  |
| Alano di Penthièvre            |                                          | Giuditta, contessa di Nantes       |                          |  |  |       |  |  |                              |  |  |                     |  |
|                                | Oddone II, conte di Blois e di Champagne | Oddone I di Blois                  |                          |  |  |       |  |  |                              |  |  |                     |  |
|                                | Oddone II, conte di Blois e di Champagne | Oddone I di Blois                  |                          |  |  |       |  |  |                              |  |  |                     |  |
|                                | Oddone II, conte di Blois e di Champagne | Berta di Borgogna                  |                          |  |  |       |  |  |                              |  |  |                     |  |
| Tebaldo III di Blois           | Oddone II, conte di Blois e di Champagne |                                    |                          |  |  |       |  |  |                              |  |  |                     |  |
|                                |                                          | Ermengarda d'Alvernia              | Guglielmo IV d'Alvernia  |  |  |       |  |  |                              |  |  |                     |  |
|                                |                                          | Ermengarda d'Alvernia              | Guglielmo IV d'Alvernia  |  |  |       |  |  |                              |  |  |                     |  |
|                                |                                          | Ermengarda d'Alvernia              | Ermengarda de Brioude    |  |  |       |  |  |                              |  |  |                     |  |
| Havoise di Blois               |                                          | Ermengarda d'Alvernia              |                          |  |  |       |  |  |                              |  |  |                     |  |
|                                |                                          | Raul IV, conte di Valois           | …                        |  |  |       |  |  |                              |  |  |                     |  |
|                                |                                          | Raul IV, conte di Valois           | …                        |  |  |       |  |  |                              |  |  |                     |  |
|                                |                                          | Raul IV, conte di Valois           | …                        |  |  |       |  |  |                              |  |  |                     |  |
| Alice di Valois                |                                          | Raul IV, conte di Valois           |                          |  |  |       |  |  |                              |  |  |                     |  |
|                                |                                          | Adelaide, contessa di Bar-sur-Aube | …                        |  |  |       |  |  |                              |  |  |                     |  |
|                                |                                          | Adelaide, contessa di Bar-sur-Aube | …                        |  |  |       |  |  |                              |  |  |                     |  |
|                                |                                          | Adelaide, contessa di Bar-sur-Aube | …                        |  |  |       |  |  |                              |  |  |                     |  |
|                                |                                          | Adelaide, contessa di Bar-sur-Aube |                          |  |  |       |  |  |                              |  |  |                     |  |

### Fonti primarie
- (LA)  Chroniques des Eglises d'Anjou.
- (LA)  Gesta Stephani, Regis Anglorum et Ducis Normannorum.
- (LA)  Ordericus Vitalis, Historia Ecclesiastica, vol. II.
- (LA)  Cartulaire de l'abbaye de Saint-Aubin d'Angers, tome II.
- (LA)  Rerum Gallicarum et Francicarum Scriptores, tomus XII.
- (LA)  Early Yorkshire Charters, IV.

### Letteratura storiografica
- Louis Halphen, "La Francia dell'XI secolo", cap. XXIV, vol. II (L'espansione islamica e la nascita dell'Europa feudale) della Storia del Mondo Medievale, 1999, pp. 770–806.
- William John Corbett, "L'evoluzione del ducato di Normandia e la conquista normanna dell'Inghilterra", cap. I, vol. VI (Declino dell'impero e del papato e sviluppo degli stati nazionali) della Storia del Mondo Medievale, 1999, pp. 5–55.
- William John Corbett, "Inghilterra 1087 - 1154", cap. II, vol. VI (Declino dell'impero e del papato e sviluppo degli stati nazionali) della Storia del Mondo Medievale, 1999, pp. 56–98.